# Game feel
Game Feel (por vezes referido como "game juice") é o termo utilizado para se referir a sensação háptica e intangível que pode ocorrer quando se interage com jogos digitais. O termo foi popularizado pelo livro Game Feel: A Game Designer's Guide to Virtual Sensation escrito por Steve Swink. Não existe uma definição formal desse termo, mas diversos métodos para melhorar essa sensação ao jogar já foram constatadas. Áreas que podem ser manipuladas para causar essa melhora são: comando, resposta, contexto, estética, metáfora e regras.
Game feel é geralmente atribuído para jogos com simulação de espaço, nos quais as mecânicas envolvem controlar o movimento de objeto(s) ou personagem(ns). Uma vez que a maioria dos jogos contém alguma simulação espacial, estudos envolvendo game feel tem seu foco voltado para as interações físicas entre os objetos dentro desse espaço simulado. Um bom game feel busca imergir o jogador em uma experiência envolvente e gratificante. Uma forma de testar o fenômeno é observar se a interação com as mecânicas mais básicas do jogo tem uma sensação "satisfatória". Da forma mais básica, a sensação de jogar deve envolver o jogador mesmo que enredo, pontuação, design de nível, música, e gráficos fossem removidos; caso contrário, o game feel pode ser considerado pobre.

## Comando
Comando (no que se refere a entrada de dados, também chamado de "entrada") é a forma que o jogador pode controlar seu avatar durante um jogo. O dispositivo físico de entrada (physical input device) usado pelo jogador tem efeito sobre o game feel do jogo; por exemplo, ao usar um joystick, a sensação de controlar o movimento se torna natural, porque esse dispositivo oferece um retorno (feedback) físico. Em outros casos, como ao se tratar de telas sensíveis ao toque, o dispositivo de entrada oferece pouco retorno e se torna complicado para o usuário.
O game feel pode ser aprimorado ao se utilizar um esquema de controle que é facilmente compreendido pelo jogador. Um mapeamento Natural (natural mapping) permite ao designer de jogos interligar a mecânica de movimento ao seu dispositivo de entrada. Jogos de corrida realistas, como Gran Turismo, fazem mais sentido quando é usado um controle no formato de um volante; neste caso, o dispositivo de entrada corresponde diretamente as mecânicas de movimento desse jogo. Cabines de Arcade costumam ter controles exclusivos para interligar melhor o jogo a suas mecânicas. Por exemplo, Centipede possui um trackball como seu controle principal; Esse dispositivo contribui para sua principal mecânica, que é a facilidade de navegação no espaço.
A sensibilidade de resposta também tem seu papel no game feel. Sensibilidade pode ser definida como a "medida bruta da quantidade de expressividade inerente a um dispositivo de entrada particular". Cada controle possui uma sensibilidade inerente, e, em função disso, a união de controle e jogo pode ter um impacto dramático na sensação de jogar. Controles de baixa sensibilidade em um jogo que necessite de precisão, por exemplo, podem tornar um jogo mais difícil e até frustrante para o jogador.

## Resposta
Resposta é a forma que o jogo interpreta e reage ao comando (ou entrada) do jogador. Em termos gerais, a resposta, num jogo com um bom game design, necessita de controles com pouco atraso (delay) e alta sensibilidade (também chamados de controles responsivos). Se esse atraso entre o comando e a resposta for notado pelo jogador, o jogo pode ser percebido como travado e lento.
Resposta é, também, o meio como o jogo interpreta o comando do jogador para formas e expressões de movimento mais complexas.  Por exemplo, o controle do Nintendinho (NES) possui botões direcionais (d-pad) e dois botões on-off muito simples, mas jogos como Super Mario Bros. utilizam esses mesmos comandos simples e permitem ao jogador se expressar de forma intencional, complexa e fluída.

## Contexto
Contexto é o "ambiente" necessário para dar significado as ações do jogador. Se esse jogador tem a habilidade de mover o personagem de diferentes formas, os ambientes deste jogo deveriam refletir isso e proporcionar ao jogador situações para expressar esses movimentos. Nessa lógica, um jogo de corrida, que tenha como foco dirigir precisamente e controlar sua velocidade em esquinas, não será envolvente se a pista de corrida for reta e larga; um caminho com desníveis, inclinações, retas, e curvas fechadas criam cenários que direcionam a interação do jogador.

## Estética
Estética (também chamada de "polimento") se refere aos detalhes extras que influenciam os sentidos do jogador. Partindo do princípio que jogos se focam, primariamente, na visão e audição (gráficos, música e efeitos sonoros), a estética amplifica ambos aspectos visuais e auditivos do jogo para fazer a experiência completa mais envolvente para o jogador.

### Visual
A estética visual adiciona detalhes para o mundo do jogo, para tornar seu gráfico mais vibrante e conectado. Detalhes visuais podem informar o jogador, subconscientemente, de interações sutis entre objetos no espaço de jogo. Exemplos simples incluem adicionar efeitos de partícula, como terra sendo chutada pelo personagem ao andar ou água espirrando de uma piscina, podem reforçar a conexão inerente entre objetos físicos no universo do jogo.
Efeitos visuais podem também melhorar o game feel ao adicionar espetáculo extra e maravilhar o jogador. Cores vivas e uma estética clara podem causar a sensação de vida ao jogo, e adicionar efeitos como flashes brilhantes, faíscas, explosões, entulhos, e tremer a câmera/tela (Screen shake ou câmera shake ) aumentam o impacto dos eventos em um jogo.

### Som
O Efeito sonoro enfatiza a interação entre objetos no espaço simulado.  Ter efeitos sonoros fracos ou baixos causam a sensação, consequentemente, de objetos fracos e menos impactantes. Se esses sons possuírem qualidade baixa, pode ser especialmente distrativo para o jogador. Um bom game feel precisa de efeitos sonoros apropriados, impactantes, e não-repetitivos.
Musica também pode ter um grande efeito no game feel. Essas músicas costumam ter como propósito reforçar o tom e humor de um jogo.  Jogos de ação (Action games) geralmente se utilizam de composições altas e bombásticas para enfatizar a sensação de poder e triunfo, enquanto jogos de terror (Horror games) costumam usar músicas tensas e sutis, com picos altos para pontuar os momentos de intensidade.

## Metáfora
Metáfora em game feel se refere a forma que as mecânicas de um jogo se relacionam com seu tema. Se o jogo se tratar de questões que o jogador entenda, esse vai trazer noções pré-concebidas de como essas questões deveriam funcionar.  Para exemplificar, um simulador de direção realista traz expectativas de como os carros deveriam ser manobrados; se você trocar o modelo 3D de um carro por outro modelo, esse de um homem obeso correndo (sem modificar os controles ou a movimentação), expressará uma sensação completamente diferente e essas expectativas de realismo não estão mais presentes.